# (200094) 1994 SA12
(200094) 1994 SA12 es un asteroide perteneciente al cinturón de asteroides, descubierto el 29 de septiembre de 1994 por el equipo del Spacewatch desde el Observatorio Nacional de Kitt Peak, Arizona, Estados Unidos.

## Designación y nombre
Designado provisionalmente como 1994 SA12.

## Características orbitales
1994 SA12 está situado a una distancia media del Sol de 2,795 ua, pudiendo alejarse hasta 3,042 ua y acercarse hasta 2,548 ua. Su excentricidad es 0,088 y la inclinación orbital 4,497 grados. Emplea 1707,42 días en completar una órbita alrededor del Sol.

## Características físicas
La magnitud absoluta de 1994 SA12 es 16,5. Tiene 3 km de diámetro y su albedo se estima en 0,049.